# Empaillé ? Moi jamais !
Pour plus de détails, voir Fiche technique et Distribution.
Empaillé ? Moi jamais !, ou Un lapin à tout faire (titre original : Hare Conditioned), est un court métrage d'animation américain  de la série Looney Tunes, réalisé par Chuck Jones, sorti en 1945.
Dans ce cartoon mettant en scène Bugs Bunny et le directeur de grand magasin, Bugs est ici un employé qui est chargé de vanter un kit de camping, son patron décide de l'empailler mais Bugs s'enfuit. Après lui avoir tiré dessus avec un faux fusil, le directeur se fait rouler par Bugs déguisé en dame en lui faisant essayer des chaussures, découvert, le lapin et le patron font de nombreux aller-retour dans différents magasins avant de faire une nouvelle course-poursuite avec les ascenseurs. Finalement, Bugs terrorise le directeur qui saute du magasin avant de le rejoindre, épouvanté par son reflet.

## Synopsis
Bugs est employé dans un grand magasin, situé dans un gigantesque gratte-ciel. Il est chargé de jouer une scène de camping dans un décor à cet effet, afin de vendre des kits.
À la fin d'une de ses représentations, Bugs apprend par son patron que la saison propice au camping arrivant à son terme, il va être empaillé. Ne réalisant pas immédiatement ce que cela implique, Bugs croit d'abord qu'il s'agit d'une bonne nouvelle avant de prendre conscience du contraire. Il s'enfuit dans le magasin, poursuivi par son patron. Traversant différents rayons de lingerie, Bugs et son poursuivant se retrouvent successivement déguisés en différents personnages. Finalement, le patron, travesti en femme est poursuivi par un bugs en transe. 
Se rendant compte de la situation, le patron fait demi-tour et se lance à nouveau aux trousses du lapin. Il passe à côté d'une charmante dame tout d'abord sans réagir puis fait brutalement machine arrière afin de servir la cliente...qui n'est autre que Bugs Bunny, parfaitement reconnaissable par le spectateur. Au fil d'un essayage de chaussures, Bugs perd son déguisement et doit à nouveau fuir. La poursuite continue dans les ascenseurs du bâtiment où Bugs, déguisé en garçon d'ascenseur, joue avec les nerfs de son patron en descendant de l'ascenseur juste avant que celui-ci ne monte (avec son adversaire encore à l'intérieur) ou en y montant lui-même (alors que son poursuivant vient d'en descendre). 
Prenant le contrôle d'un autre ascenseur, le patron observe, ulcéré,  Bugs apparaître à tous les étages,  y compris sur les murs latéraux des parois, défiant la gravité. Le lapin parvient à berner une fois de plus son ennemi en le poussant hors de l 'élévateur et en allant à toute vitesse sur  toit de l'immeuble, tandis que son adversaire est contraint de monter à pied les centaines d'étages du bâtiment. Arrivé au sommet, il est encore trompé par Bugs qui le guide l'air de rien dans une cage d'ascenseur vide. Le patron fait une chute monumentale sous l'œil impassible de Bugs, qui détourne néanmoins le regard une fraction de seconde avant qu'un fracas gigantesque de même qu'un tremblement de terre ne signalent l'impact de son ennemi avec le sol. 
Brisant le quatrième mur, le lapin hilare s'adresse au public pour critiquer la naïveté de son ennemi. Le patron débarque alors en une fraction de seconde, les habits déchirés, les cheveux hirsutes et plusieurs pansements sur le corps,  et en respirant d'un air menaçant. Tout en reculant alors que son adversaire avance dans sa direction, Bugs lui fait croire qu'un monstre se trouve juste derrière. Lorsque le patron se retourne,  Bugs se précipite derrière lui et fait une hideuse grimace qui pousse l'infortuné patron à se jeter dans le vide. Au son de l'impact, Bugs sort un miroir de sa poche et, incrédule sur l'effet de sa grimace,  la reproduit. Terrifié par son reflet, il se jette à son tour dans le vide.

## Fiche technique
- Titre : Empaillé ? Moi jamais !
- Titre original : Hare Conditioned
- Réalisation :	Chuck Jones
- Scénario :  Tedd Pierce
- Montage : Treg Brown
- Musique : Carl W. Stalling
- Orchestrateur : Milt Franklyn (non crédité)
- Son : Treg Brown
- Producteur : Edward Selzer
- Directeur de production : John W. Burton
- Société de production : Warner Bros. Cartoons
- Pays d'origine :  États-Unis
- Langue de tournage : Anglais américain
- Format : Couleur (Technicolor) — 35 mm — 1,37:1 — Son : Mono
- Genre : Film d'animation, Comédie
- Durée : 8 minutes
- Dates de sortie :
  -  États-Unis :  11 août 1945